# Christoph Ploß
Christoph Johannes Ploß (ur. 19 lipca 1985 w Hamburgu) – niemiecki polityk, członek Unii Chrześcijańsko-Demokratycznej (CDU), deputowany do Bundestagu, koordynator rządu RFN ds. gospodarski morskiej i turystyki (od 2025).

## Życiorys
Po ukończeniu szkoły średniej w 2005, rozpoczął studia licencjackie z historii i nauk politycznych na Uniwersytecie w Hamburgu, które ukończył w 2009 z tytułem Bachelor of Arts. W 2011 uzyskał na macierzystej uczelni tytuł magistra historii ze specjalizacją w europeistyce. W czasie studiów Ploß był stypendystą Fundacji im. Konrada Adenauera. W 2012 roku rozpoczął studia doktoranckie na Uniwersytecie w Hamburgu, zakończone w 2017 obroną pracy doktorskiej pod tytułem Die „New Commonwealth society“ als Ideen-Laboratorium für den supranationalen europäischen Integrationsprozess. W latach 2015-2017 był rzecznikiem prasowym Bauer Media Group w Hamburgu. 
W 2005 wstapił do Unii Chrześcijańsko-Demokratycznej. Od 2008 do 2017 był członkiem rady okręgu Hamburg-Nord. Od 2017 pełni mandat deputowanego do Bundestagu. Z powodzeniem ubiegał się o reelekcję w kolejnych wyborach w 2021 i 2025. W latach 2020-2023 był liderem struktur CDU w Hamburgu, a od 2021 jest przewodniczącym hamburskiej grupy parlamentarnej CDU w Bundestagu. 
28 maja 2025 został mianowany koordynatorem rządu federalnego ds. gospodarki morskiej i turystyki. 